# Dorfkirche Persingen

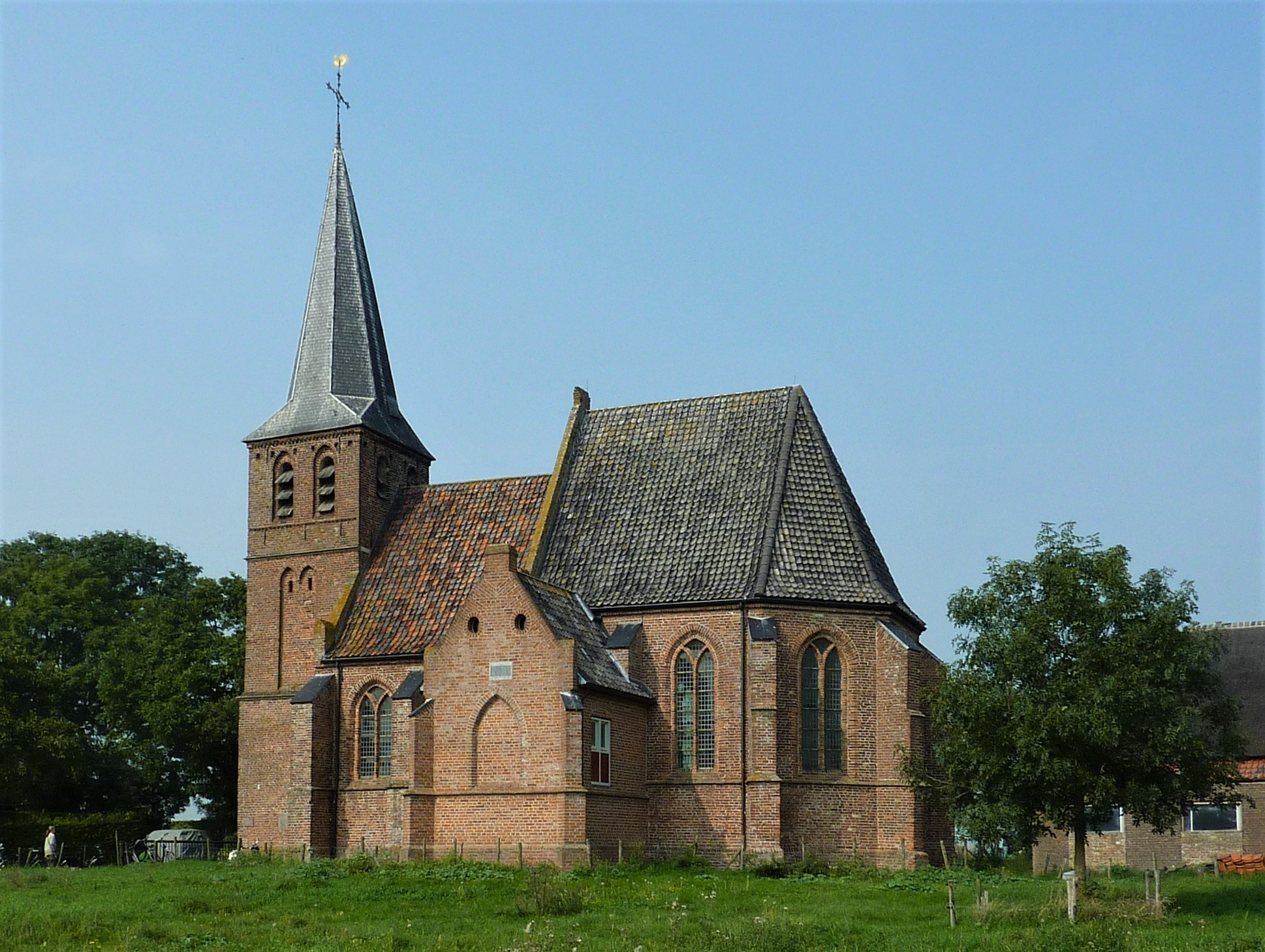
Die Dorfkirche Persingen

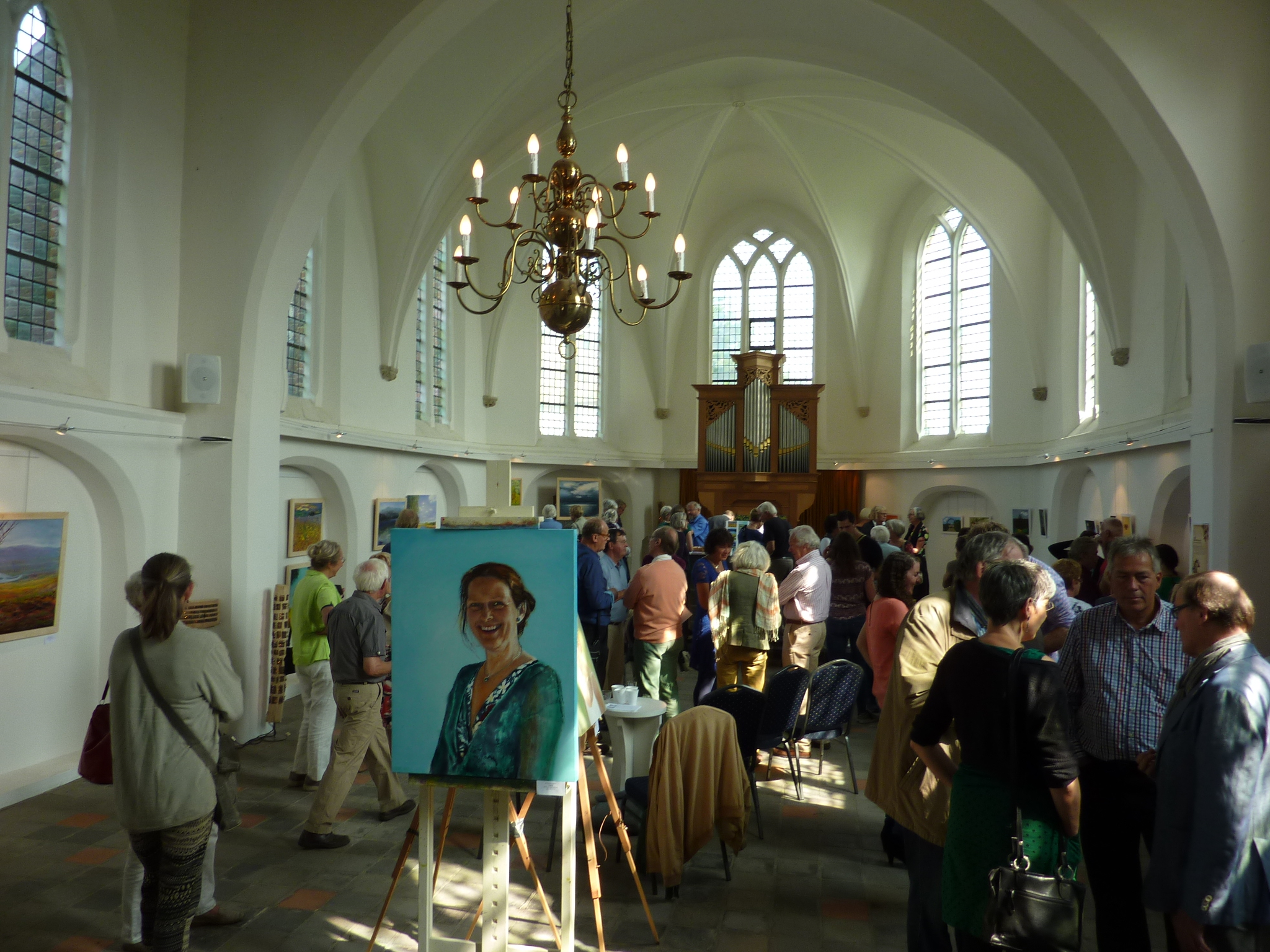
Blick in die Kirche während einer Ausstellung, September 2014

Die römisch-katholische Dorfkirche Persingen (niederländisch Dorpskerk; auch Sint Joriskapel genannt, deutsch St. Georgskapelle) befindet sich in dem gleichnamigen Dorf in der niederländischen Gemeinde Berg en Dal in der  Provinz Gelderland. Der Turm der Kirche sowieso das Kirchenschiff sind seit 1971 als Rijksmonumente eingestuft.

## Geschichte
Die spätgotische Dorfkirche wurde im 15. Jahrhundert errichtet und war ursprünglich zu Ehren des heiligen Dionysius geweiht. Sie besitzt ein flachgedecktes einschiffiges Langhaus, dem sich ein höherer dreiseitig geschlossener Chor mit Kreuzrippengewölbe anschließt. Die aus dem 17. Jahrhundert stammende Sakristei an der Südseite wurde 1996 rekonstruiert.
1952–54 wurde das Gebäude durch die katholische Verkennersvereniging restauriert und anschließend hier ein Bildnis des heiligen Georg (Sint Joris) aufgestellt, dem das Gotteshaus gewidmet wurde.